# Lee James
Lee Roy James (Gulfport, 31 ottobre 1953 – Raleigh, 11 febbraio 2023) è stato un sollevatore statunitense medagliato olimpico che ha gareggiato nelle categorie dei pesi massimi leggeri (fino a 82,5 kg.) e dei pesi medio-massimi (fino a 90 kg.).

## Carriera
Cominciò ad allenarsi nel sollevamento pesi da autodidatta all'età di 15 anni in una palestra di Albany, in Georgia, dove la sua famiglia si era trasferita.
Nel 1972 si arruolò nell'Esercito statunitense e per un po' di tempo dovette sospendere gli allenamenti, che poté riprendere dopo qualche mese, seppur in condizioni non ottimali per un atleta che puntava decisamente a partecipare ai Giochi Olimpici.
Dopo essersi affermato in competizioni nazionali, nel 1974 fece il suo esordio ai Campionati mondiali di sollevamento pesi nella categoria dei pesi massimi leggeri, cogliendo un 8º posto finale nell'edizione tenutasi a Manila con 305 kg. nel totale.
L'anno seguente vinse la medaglia d'oro ai Giochi Panamericani di Città del Messico con 315 kg. nel totale.
Poco dopo Lee James passò alla categoria superiore dei pesi medio-massimi, nella quale prese parte alle Olimpiadi di Montréal 1976, dove riuscì a conquistare la medaglia d'argento con 362,5 kg. nel totale, dietro al fuoriclasse sovietico David Rigert (382,5 kg.). In quell'anno la competizione olimpica di sollevamento pesi era valida anche come Campionato mondiale.
Nel corso del 1977, però, Lee James dovette sottoporsi ad un intervento chirurgico a causa di una lesione del tendine rotuleo destro, dal quale intervento recuperò con difficoltà per il dolore che ancora provava, fino a quando dovette sottoporsi ad un nuovo intervento chirurgico allo stesso ginocchio, dato che il problema non era stato completamente risolto con la prima operazione.
Riuscì comunque a ritornare in attività con buoni riscontri in termini di risultati, ma nel 1978 i dolori al ginocchio ricominciarono a creargli problemi, tanto da sottoporsi ad un terzo intervento chirurgico che però non portò i frutti sperati, costringendo Lee James ad abbandonare, a soli 24 anni, l'attività agonistica.
Dopo la carriera sportiva lavorò nel settore assicurativo.